# Sculpture ibérique
L'art ibérique est le nom généralement donné à l'ensemble des styles développés dans la péninsule ibérique depuis l'âge du bronze jusqu'à la domination complète de la civilisation romaine, bien que, pour plus de précision, le terme préromain soit parfois ajouté.
Presque toutes les œuvres sculpturales ibériques préromaines connues à ce jour, bien qu'elles aient leur propre caractère et se distinguent des œuvres étrangères, reflètent des influences grecques et phéniciennes visibles et, à travers elles, celles de l'art oriental, assyrien et égyptien. À côté de ces œuvres de filiation complexe, il en existe d'autres de facture phénicienne plus visible et d'autres de véritable style grec qui ont pu être importées des régions susmentionnées ou sculptées dans la péninsule ibérique par des artistes qui en étaient originaires. Pour une connaissance sommaire de ces œuvres, nous pouvons les classer par groupes de différentes régions ibériques.

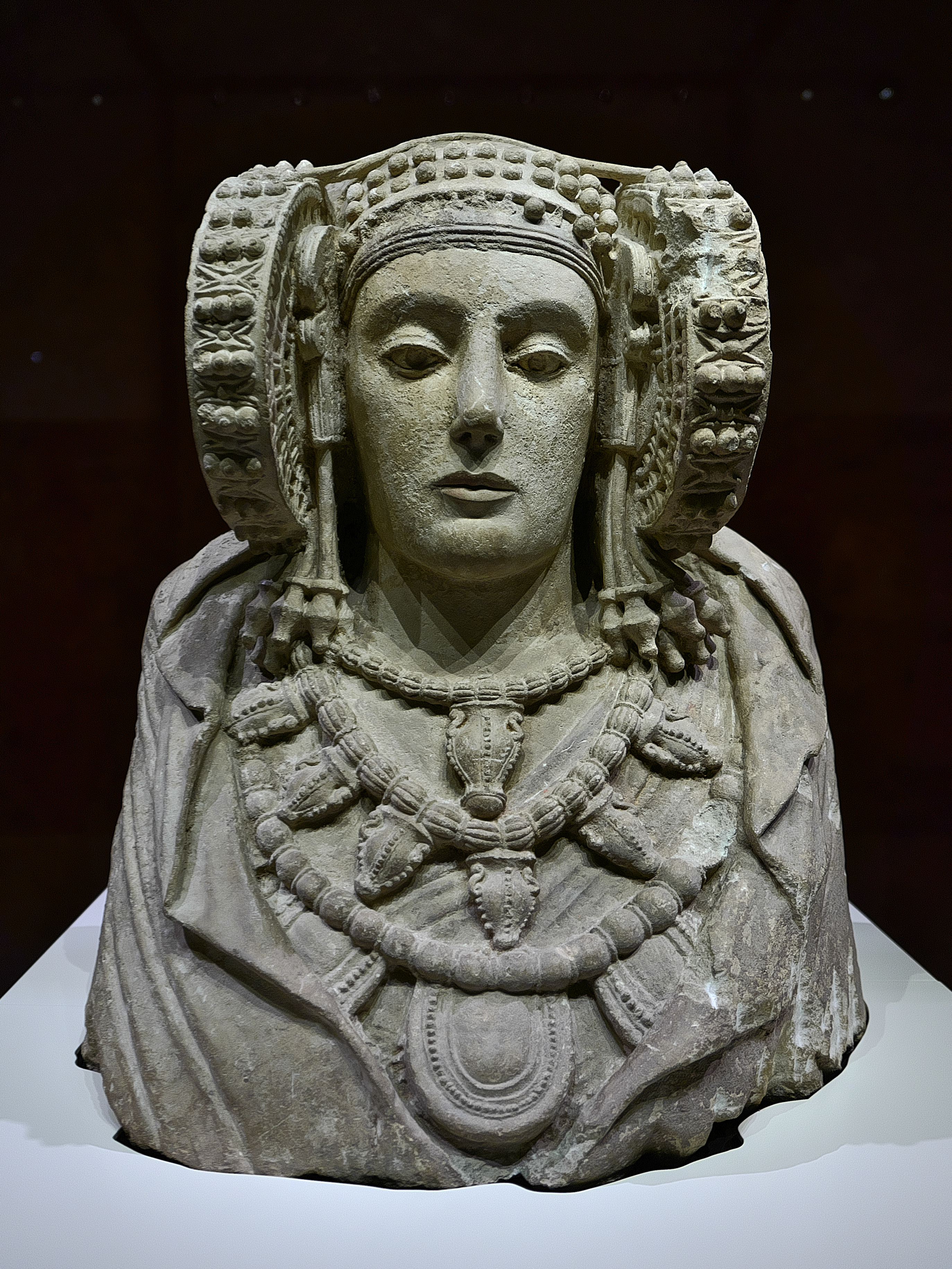
Dame d'Elche
Musée archéologique national de Madrid.

## Groupe levantin
Le groupe dit levantin est constitué de quelques-uns des plus beaux exemples d'art ibérique en pierre, aujourd'hui conservés dans les musées, qui ont dû être sculptés du Ve siècle av. J.-C. jusqu'à la domination romaine. La plus emblématique est peut-être la Dame d'Elche, d'inspiration grecque visible, chef de file des trois grandes dames ibériques, avec la Dame de Cerro de los Santos (Montealegre del Castillo) et la Dame de Baza. D'un style qualifié de gréco-phénicien, gréco-oriental et gréco-égyptien, les nombreuses statues et bustes du Cerro de los Santos de Montealegre del Castillo et de son voisin le Llano de la Consolación, tous deux situés dans la province d'Albacete, sont d'une grande richesse. Rien que pour ces deux sites, les collections du musée archéologique national comptent 270 sculptures en pierre calcaire. Avec d'autres objets en pierre et en bronze, la quantité totale conservée dans ce seul musée dépasse les 670 pièces. Les sculptures les plus importantes représentent des dames debout tenant une coupe à deux mains dans une attitude d'offrande à une autre personne, beaucoup d'entre elles portant une haute mitre sur la tête. Les variations de facture et de style que l'on peut observer dans ces œuvres témoignent de l'existence prolongée que ces ateliers locaux ont dû avoir sous les influences successives des peuples dominants jusqu'à la fin du IVe siècle apr. J.-C., lorsque le sanctuaire qui s'élevait dans les deux lieux fut détruit.
Des réminiscences orientales plus visibles que dans les œuvres susmentionnées se reflètent dans les différents sphinx en pierre en forme d'or ou leurs sphinx en pierre en forme de taureaux ou de lions trouvés dans les provinces d'Albacete, d'Alicante et de Valence, comme par exemple :
- La Biche de Balazote ou l'homme-taureau (Albacete).
- Le sphinx d'Agost (Alicante), le sphinx de Haches et les sphinx jumeaux d'El Salobral (Albacete).
- La Lionne de Bocairent (Valence), au musée des beaux-arts de Valence.
- Le cheval et le cavalier ibériques, considérés comme la plus grande sculpture jamais trouvée, dans la nécropole de Los Villares de Hoya-Gonzalo (Albacete).
- Le lion de Coy (région de Murcie).
- Le Lion de Bujalance (Cordoue).
- Le Lion de Bienservida, au Musée d'Albacete.
- Les deux Lions de Baena (Cordoue).
- Le Lion de Nueva Carteya (Cordoue), au Musée archéologique et ethnologique de Cordoue.
- La Biche ou Dame de Caudete (Albacete).
- Le Mausolée de Pozo Moro (Albacete).

Tous pourraient dater du VIIe ou du VIe siècle av. J.-C.
Les nombreuses statues de bronze (certaines en argent) trouvées dans deux localités de la Sierra Morena, dans la province de Jaén, connues sous le nom de Santa Elena (Despeñaperros) et Castellar de Santistéban, peuvent être considérées comme dérivées du groupe levantin susmentionné et initialement inspirées de l'art gréco-oriental (bien qu'elles soient devenues complètement indigènes par la suite). À l'époque de l'art ibérique (du Ve siècle av. J.-C. au Ve siècle apr. J.-C.), il existait des sanctuaires comme celui de Montealegre, mais leurs offrandes votives étaient de petites pièces de bronze plutôt que des statues de pierre. Ces objets étaient fabriqués en coulant du bronze fondu dans des moules en terre cuite selon le procédé dit de la cire perdue, et comme le moule était inutilisable une fois qu'il avait été utilisé, il n'y a pas deux œuvres identiques parmi une telle multitude. Quelque 4 000 sculptures ont été extraites de ces sites, parmi lesquelles des guerriers ibériques, des cavaliers, des dévots en prière et en offrande, des petits chevaux, des morceaux du corps humain (pieds, bras, mains, yeux et dents), le tout en bronze et avec des figures brutes et parfois schématiques.
De l'art punique et gréco-punique, on a conservé une multitude de statues et de bustes en terre cuite (certains avec des traits très corrects), ainsi qu'une variété d'amulettes en ivoire et en métal et d'intailles en pierre fine, découverts dans les nécropoles d'Ibiza, de La Palma et de Formentera. Elles sont datées du VIIIe siècle av. J.-C. et ont dû continuer à être fabriquées jusqu'à une période avancée de la domination romaine. Les têtes de taureau en bronze (probablement des offrandes votives) trouvées à Costitx (Majorque) sont également considérées comme étant d'origine phénicienne ou punique mais avec une influence grecque. Les bustes en marbre trouvés à Carthagène et conservés au musée archéologique de Murcie sont également considérés comme étant d'art punique mais plus visiblement influencés par l'art grec et avec des réminiscences assyriennes. Parmi d'autres pièces moins importantes, les suivantes sont attribuées à l'art grec pur
- La tête en marbre d'une Pallas Athéna trouvée à Denia.
- L'Esculape d'Empúries (hellénistique ou de l'école de Scopas comme d'autres le veulent) qui se trouve au Musée d'archéologie de Catalogne à Ampurias.

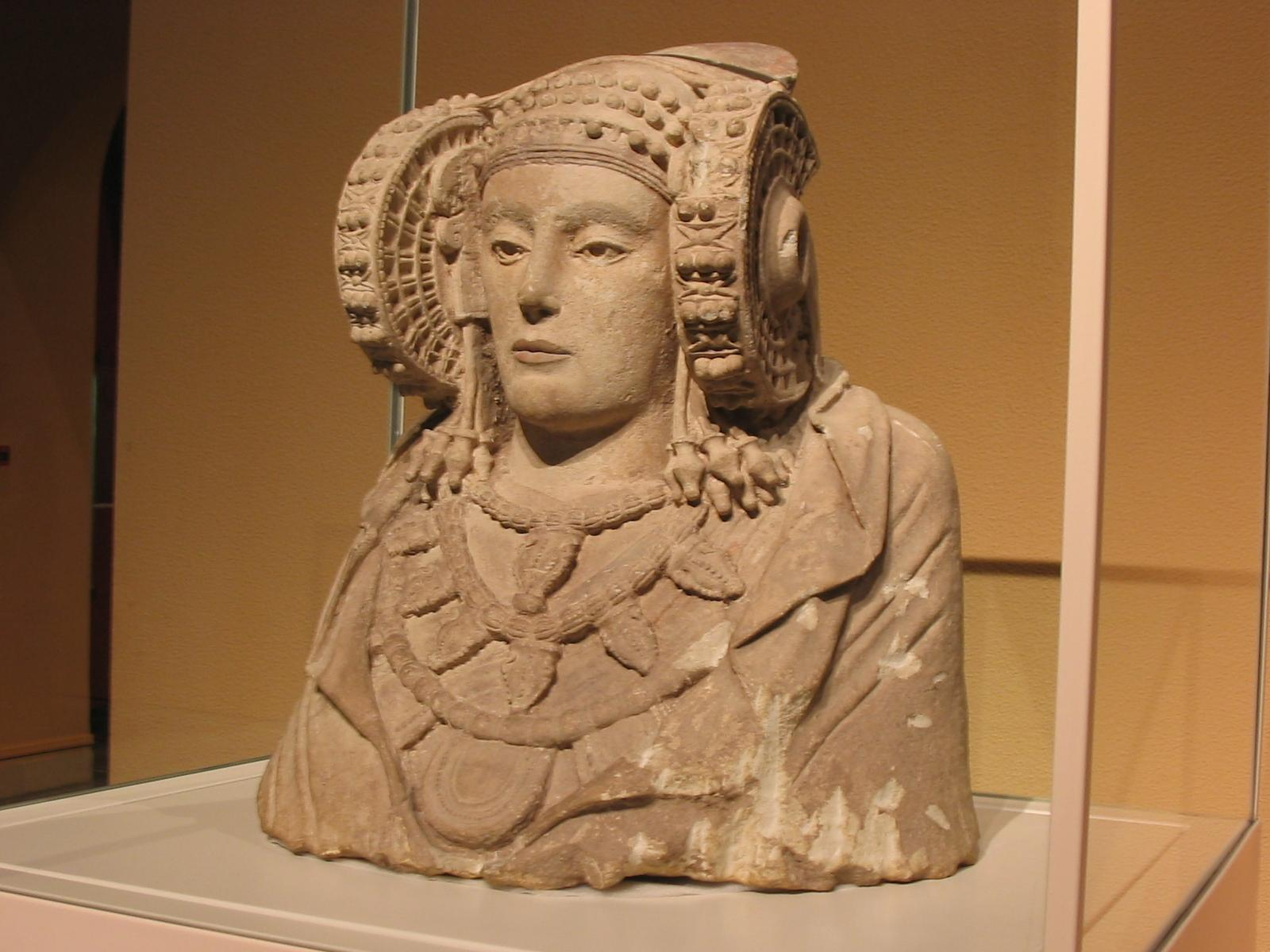
Dame d'Elche.
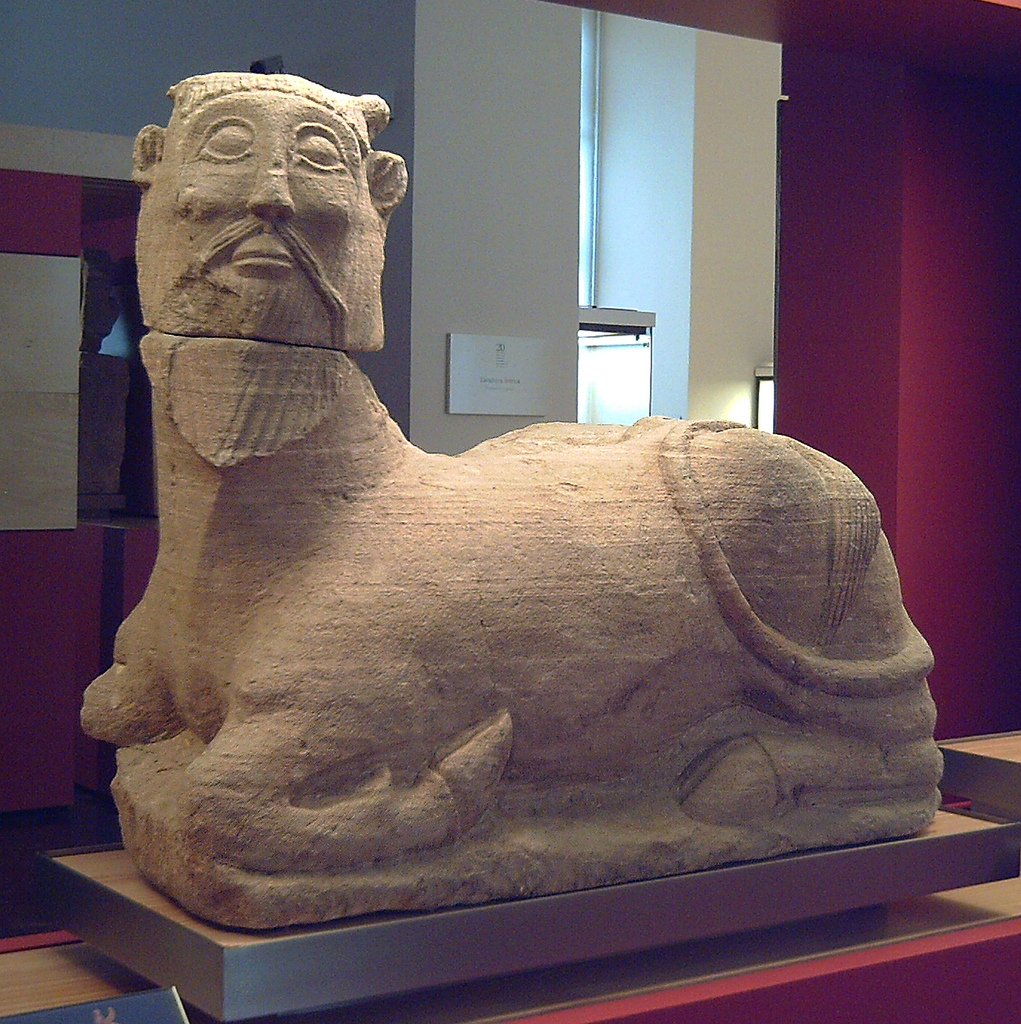
Biche de Balazote.
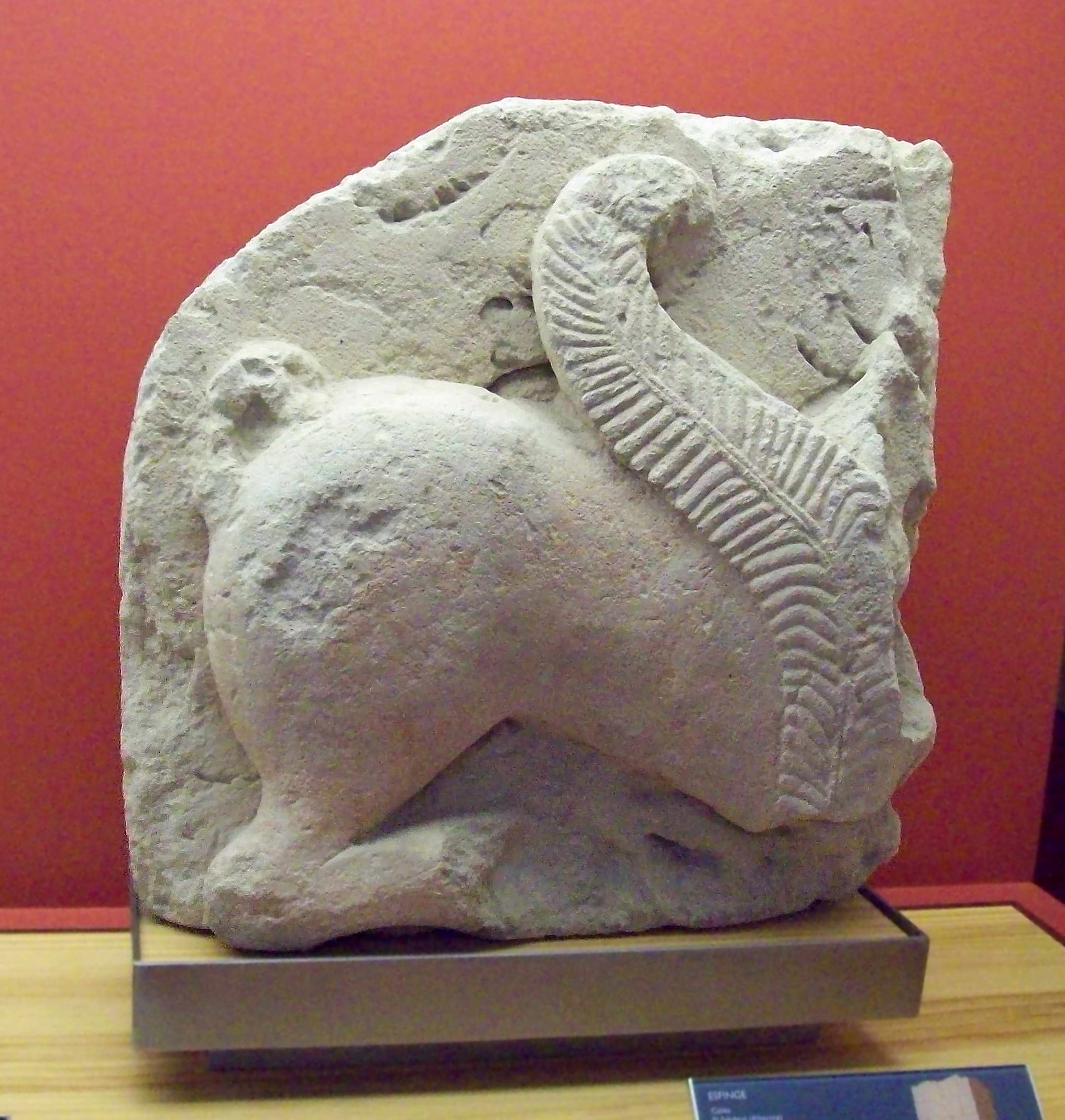
Sphinx jumeaux d'El Salobral.
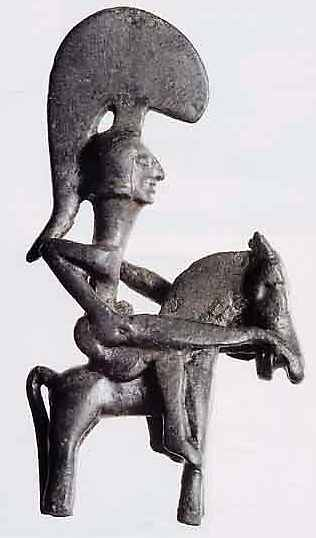
Guerrier de Mogente (Valence).
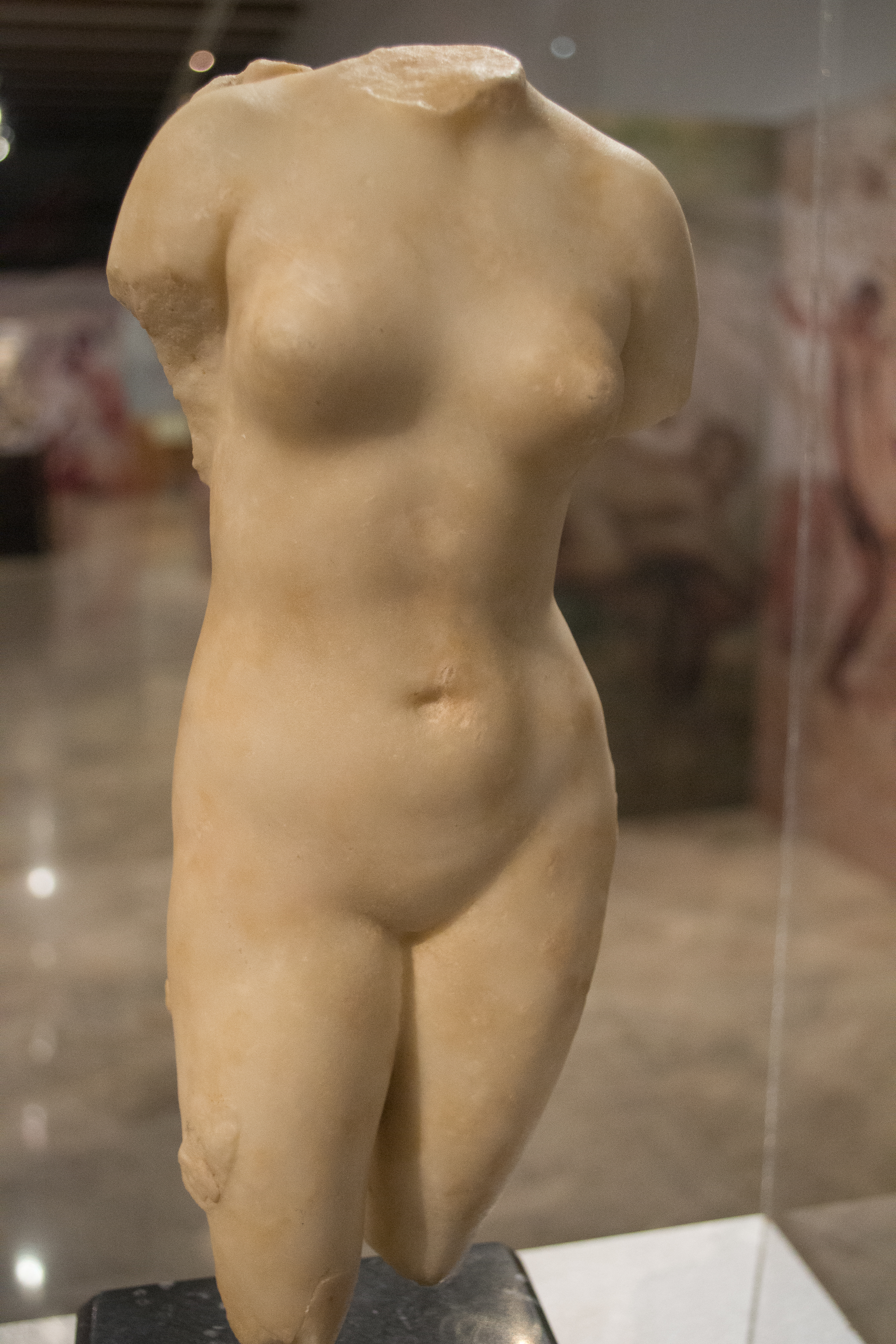
La Vénus de Badalone, Hispanie romaine.

## Groupe méridional

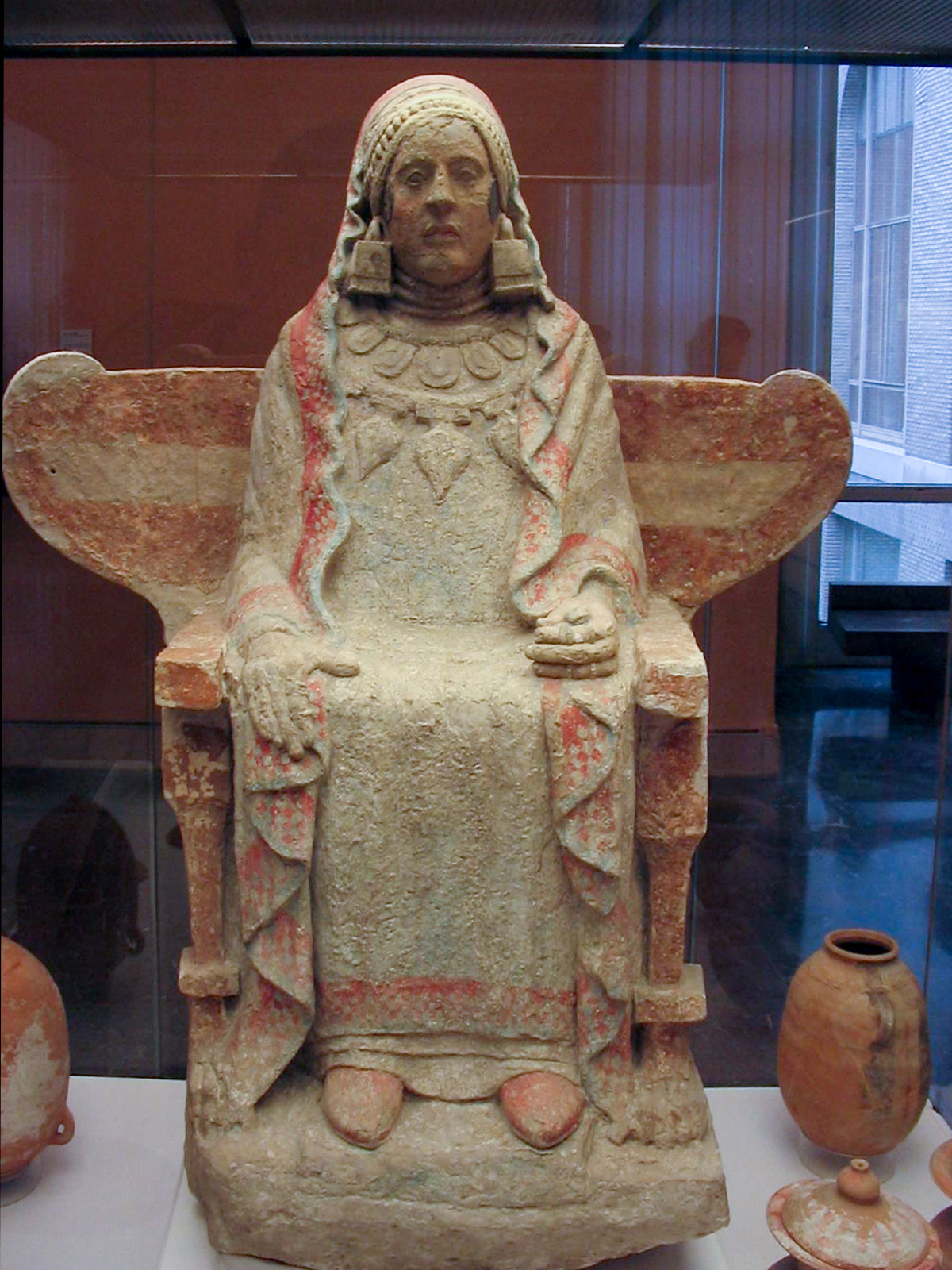
Dame de Baza.

Le groupe sud est principalement constitué de différents objets sculptés trouvés dans des tombes de la région andalouse, presque tous d'art phénicien, et de quelques autres monuments funéraires de la même origine. Il s'agit de :
- L'ensemble sculptural de Cerrillo Blanco (Porcuna)
- L'ensemble sculptural d'El Pajarillo, Loup d'El Pajarillo (Huelma)
- La stèle punique de Villaricos (Almeria), de forme conique comme un bétilo et avec une inscription phénicienne.
- La Dame de Baza.
- Les plaques et peignes en ivoire avec des reliefs provenant de la nécropole de Carmona.
- Le cylindre en pierre hématite avec des figures similaires aux sceaux assyriens, découvert dans les sites à l'embouchure de la rivière Vélez.
- Le sarcophage anthropoïde ou sculpté en marbre avec la figure du défunt et de type grec trouvé dans la nécropole de Punta de la Vaca à Cadix.
- Les amulettes avec des figurines de type égyptien et les sculptures et anneaux trouvés dans les tombes de Cadix et de Malaga.
- Plusieurs autres reliefs de tradition phénicienne ou ibérique mais sculptés avec une influence romaine, comme ceux qui se trouvent sur les stèles découvertes à Estepa (ancien Ostippo) et Osuna (ancien Urso).
- Le taureau de Ronda, une sculpture du Ier siècle av. J.-C., encore de style romain, qui conserve le style et les formes ibériques, mais qui représente déjà un thème romain.
- Le cheval ibérique de La Covatilla (Marchena)[1].

## Groupe occidental
Le groupe occidental comprend les stèles funéraires en granit représentant des guerriers debout, vêtus de sacs et armés de boucliers, qui ont été trouvées au Portugal et en Galice. Il s'agit de sculptures en pierre très grossières et rudimentaires, généralement taillées à partir des genoux, et bien que l'on trouve des inscriptions romaines sur certains de ces monuments, on suppose qu'elles ont été ajoutées à une date ultérieure ou falsifiées, et qu'elles remontent en tout état de cause à quelques siècles avant l'ère chrétienne.

## Centre de la péninsule

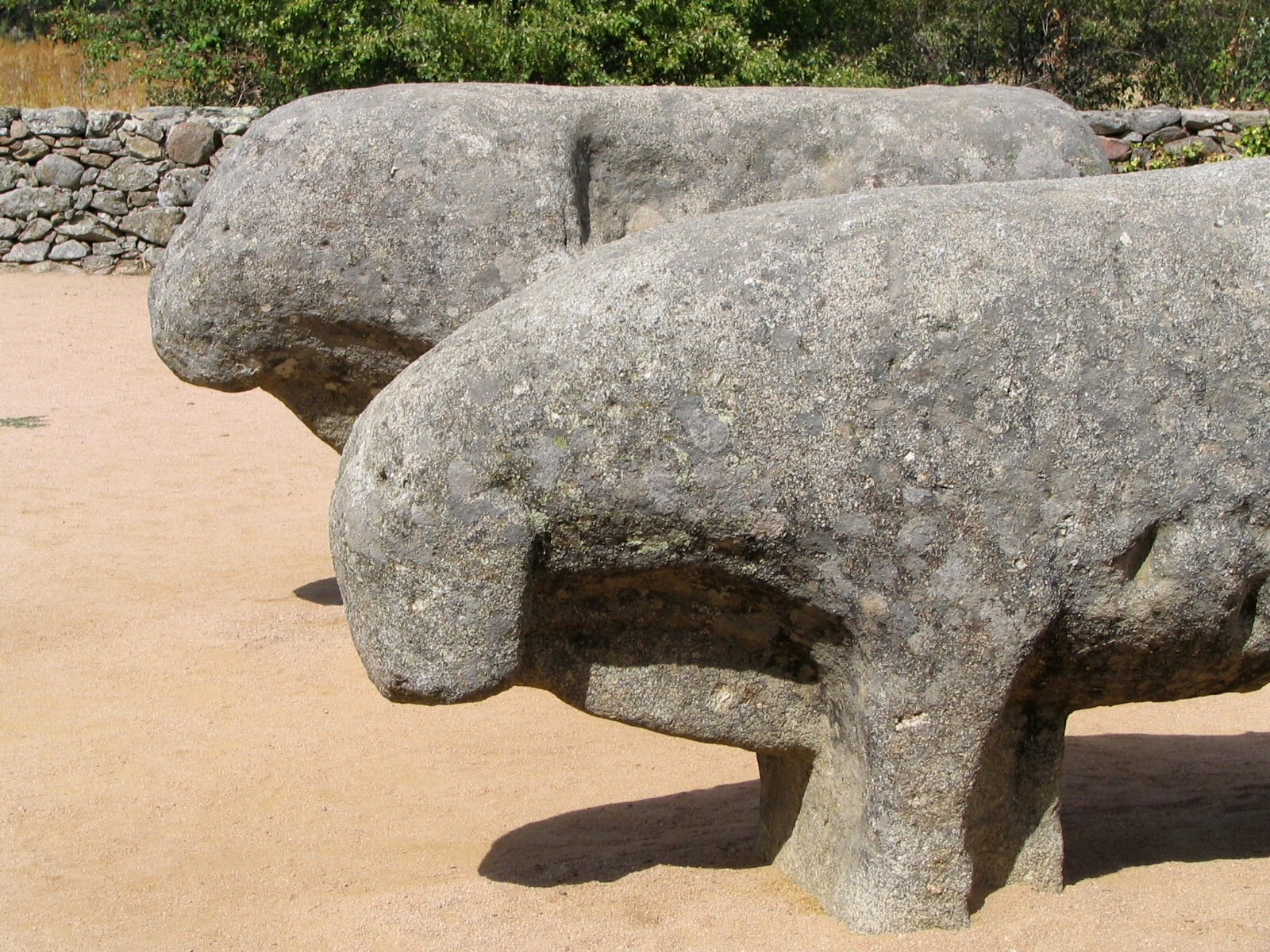
Taureaux de Guisando.

Au centre de la péninsule, entre les rivières Douro et Tage, avec quelques petites ramifications vers d'autres régions, on a trouvé des pierres de granit dispersées en grand nombre, grossièrement sculptées en forme de taureaux, de sangliers, d'ours et même d'éléphants et de rhinocéros, dont certaines portent des inscriptions ibériques ou romaines, peut-être ajoutées plus tard. Les plus célèbres de ces monuments sont les quatre du site connu sous le nom de Taureaux de Guisando (Ávila), lieu célèbre pour la prestation de serment d'Isabelle la Catholique en tant que princesse de Castille. Ils sont tous classés par les archéologues comme des œuvres du même art que les sphinx du Levant, bien qu'ils soient déjà dégradés et routiniers, et ils sont comparables dans le temps et dans leur destination aux ételas des guerriers lusitaniens mentionnés plus haut. Cependant, rien ne s'oppose à ce que nombre d'entre elles aient pu servir de jalons ou de panneaux indicateurs sur les routes de l'époque, ni à ce qu'elles contiennent toutes une idée mythologique, comme c'était le cas à l'époque.

## Groupe général
Le groupe général de la sculpture ibérique se compose d'une multitude de statues mythologiques et d'autres objets figuratifs ou décoratifs, principalement en bronze, qui sont des imitations d'idoles égyptiennes, phéniciennes, grecques et romaines dans des goûts variés. On les trouve dans toutes les régions de la péninsule et presque toutes semblent avoir un caractère religieux. Parmi eux, la figure du cavalier ibérique a quelque chose de commun, non seulement répandue et ciselée sur des objets en bronze et estampillée sur de nombreuses pièces monétaires, mais aussi sculptée sur des pierres funéraires et reproduite dans des œuvres celtibères et latines de ce genre au début de l'invasion et de la domination romaine. En témoignent les pierres tombales trouvées dans la province de Teruel et dans la région de l'ancienne Clunia, dont certaines sont conservées au musée de Burgos. Outre les objets figuratifs susmentionnés, il existe également des pièces de monnaie ibériques ou autonomes.

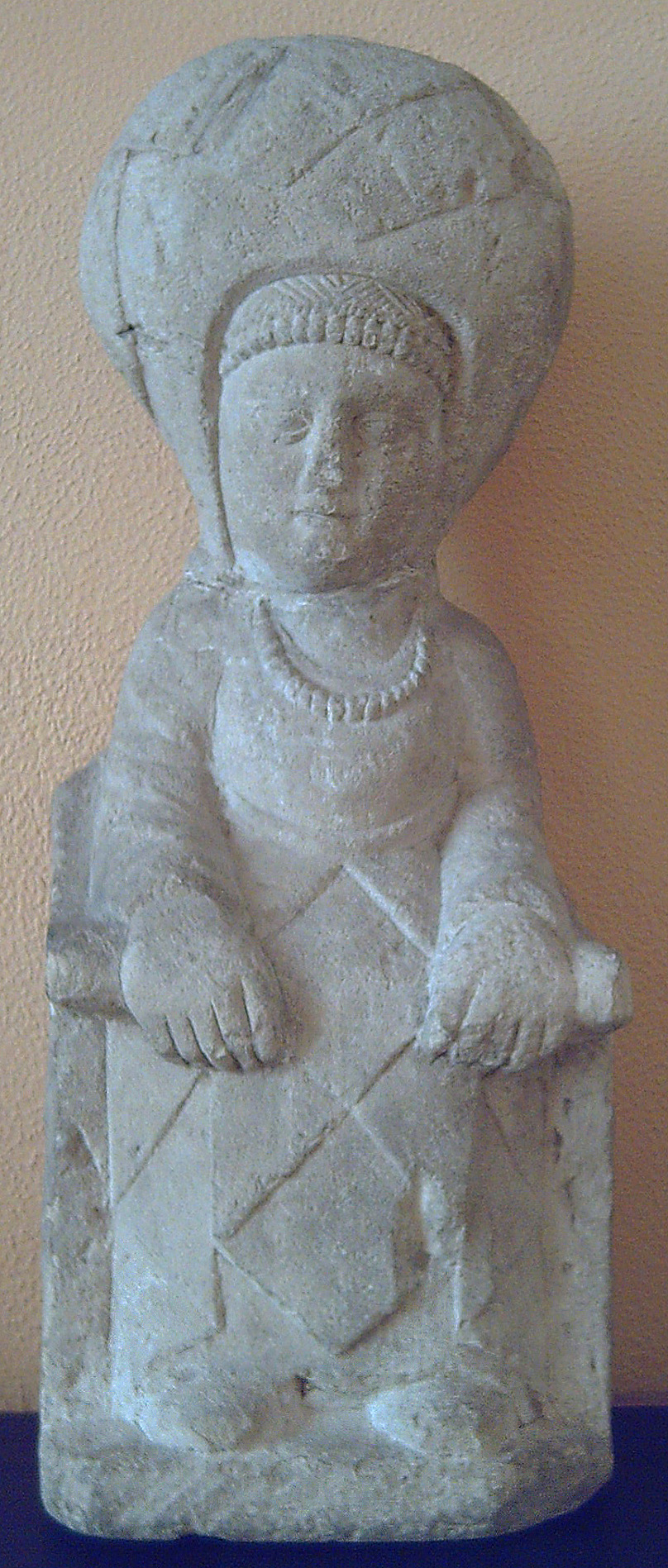
Dame assise du Cerro de los Santos.